# Biesen (Rackwitz)
Biesen  ist ein Ortsteil der Gemeinde Rackwitz im Landkreis Nordsachsen des Freistaates Sachsen. Der Ort wurde am 1. Juli 1950 nach Zschortau eingemeindet und gehört mit diesem seit dem 1. März 2004 zu Rackwitz.

## Geographische Lage
Biesen liegt im nördlichen Gemeindegebiet südöstlich von Zschortau am Kreumaer Bach, einem Zufluss des Lobers.

## Geschichte
Biesen gehörte bis 1815 zum kursächsischen Amt Delitzsch. Durch die Beschlüsse des Wiener Kongresses kam der Ort zu Preußen und wurde 1816 dem Kreis Delitzsch im Regierungsbezirk Merseburg der Provinz Sachsen zugeteilt, zu dem er bis 1952 gehörte.
Am 20. Juli 1950 erfolgte die Eingemeindung nach Zschortau. Im Zuge der Kreisreform in der DDR 1952 wurde Biesen als Ortsteil von Zschortau dem neu zugeschnittenen Kreis Delitzsch im Bezirk Leipzig zugeteilt, welcher 1994 im Landkreis Delitzsch aufging. Am 1. März 2004 erfolgte die Eingemeindung der Gemeinde Zschortau mit ihren Ortsteilen in die Gemeinde Rackwitz, wodurch Biesen seitdem ein Ortsteil von Rackwitz ist.

## Verkehr
Westlich Orts verläuft die B 184 und die Bahnstrecke Bitterfeld–Leipzig. Der nächstgelegene Bahnhof befindet sich in Zschortau.